# ワステカ地方

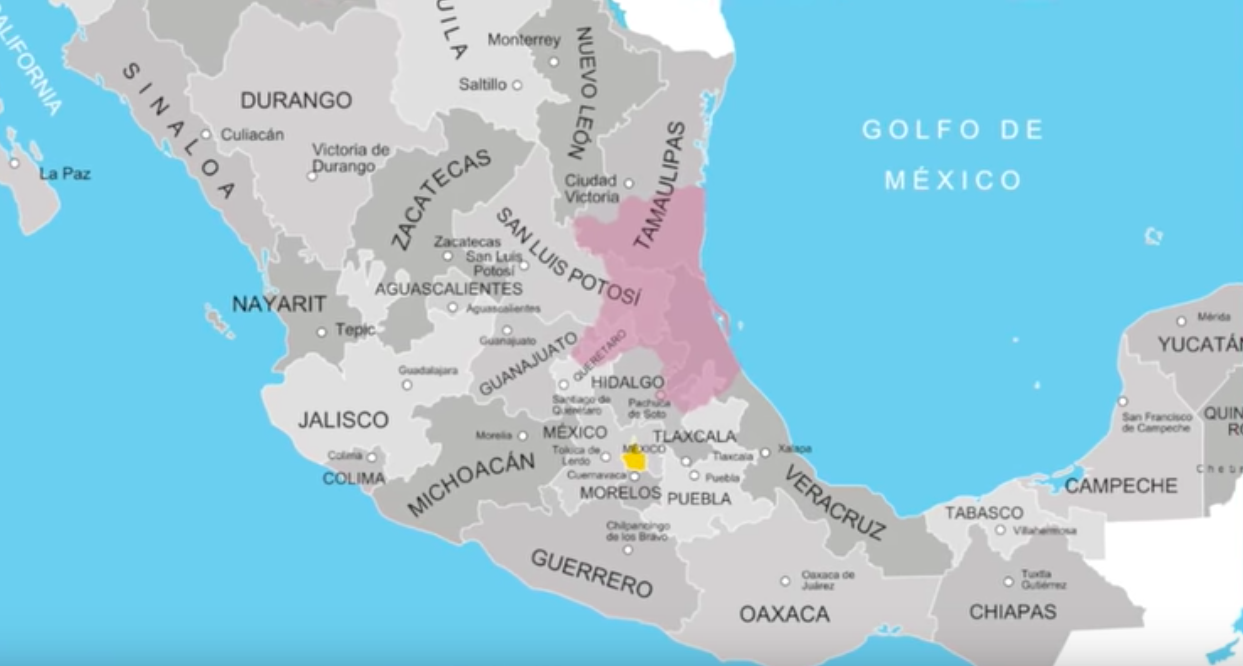
ワステカ地方の地図

ワステカ地方（ワステカちほう、スペイン語: Región Huasteca）は、メキシコ湾岸に位置するメキシコの地理的文化的地域であり、タマウリパス州、ベラクルス州、プエブラ州、イダルゴ州、サン・ルイス・ポトシ州、ケレタロ州、グアナフアト州にまたがっている。おおまかには、スペイン人による植民地化以前のメソアメリカにおいてワステカ文化の最盛期にその影響下にあった地域と定義される。現代においてはワステカ人はこの地方のごく一部を占めるにすぎず、この地域でもっとも多い先住民はナワ族である。しかしながら、この地域に住む諸民族は、音楽と踊りの様式やシャントロのような宗教的な祭りにおいて多数の文化的特徴を共有している。

## 地理と環境

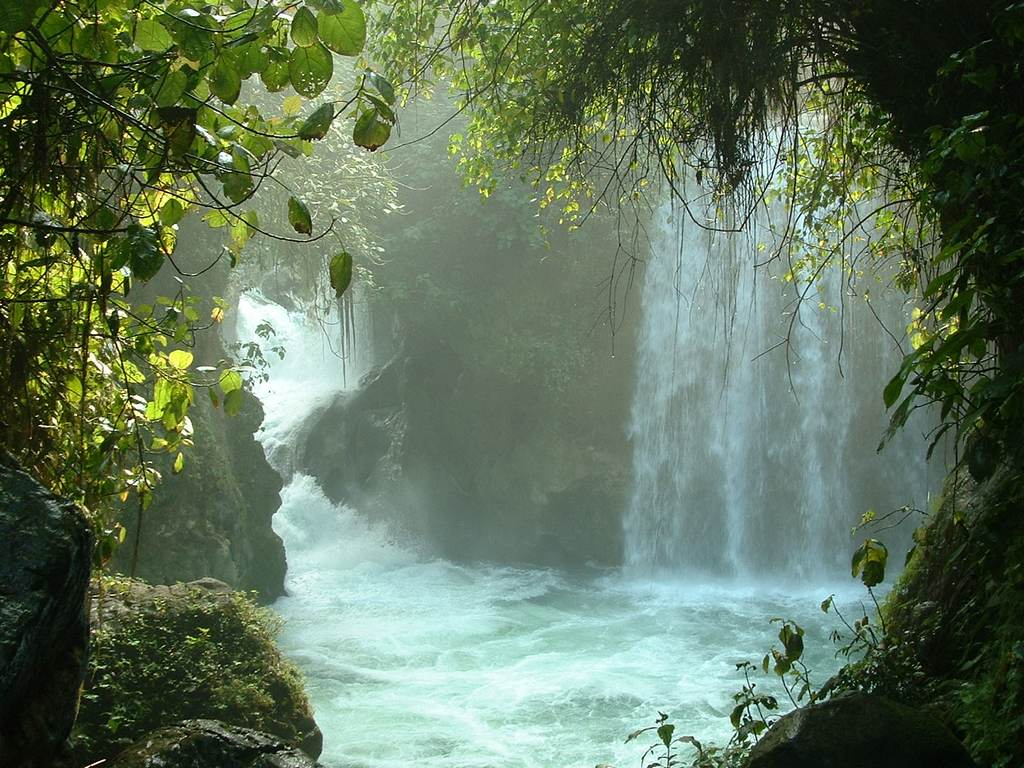
タマソポの滝（サン・ルイス・ポトシ州）

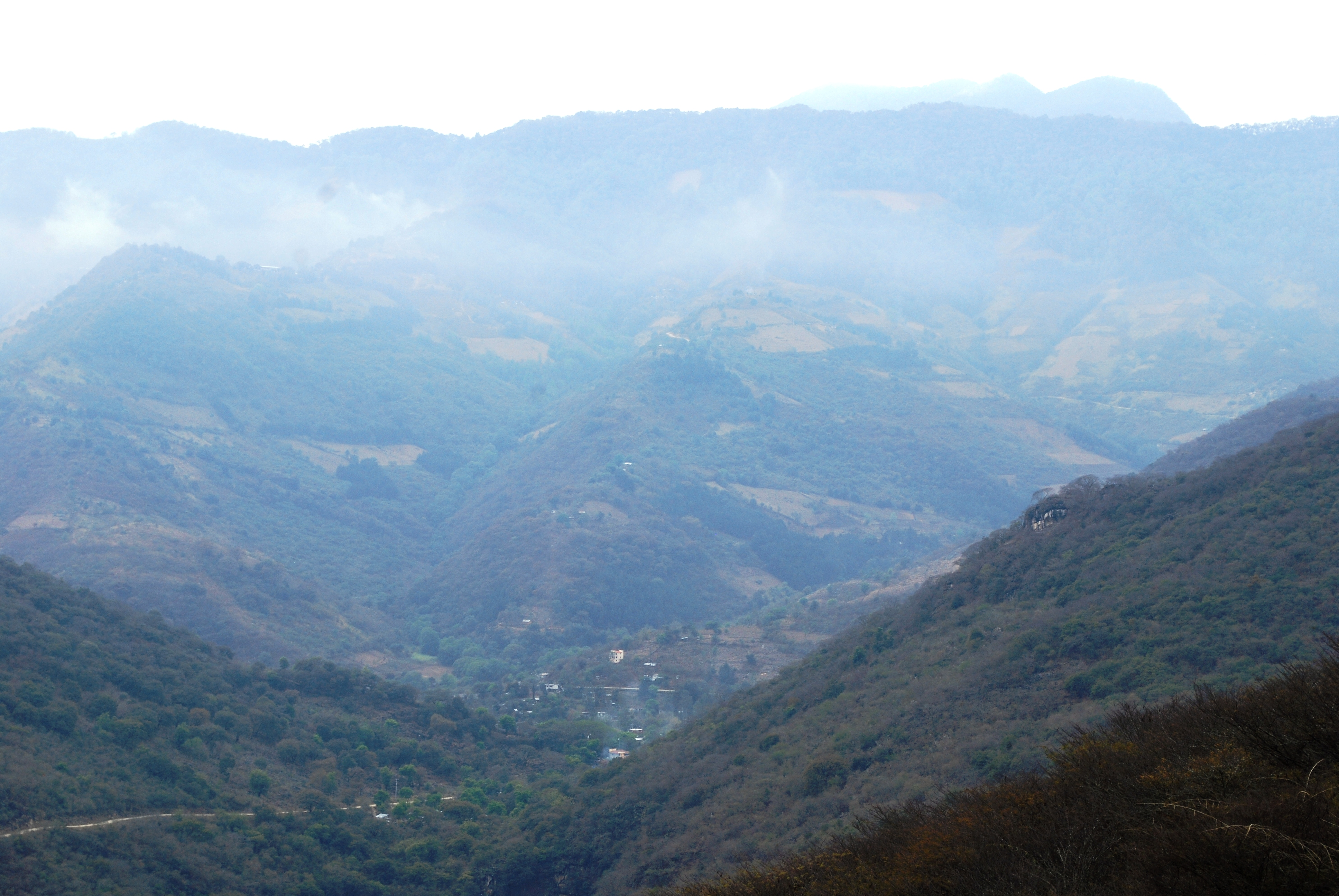
ケレタロ州ハルパン・デ・セラ近くの風景

歴史的および民族学的に、ワステカ地方はワステカの最盛期においてワステカ人に支配されていた地域と定義される。具体的にどの地をワステカ地方とするか、あるいはどのように下位区分すべきかについては議論が分かれる。地理的には東シエラマドレ山脈からメキシコ湾までの、北端がタマウリパス山地、南端がカソネス川にはさまれた地域と定義されてきた。ワステカ地方はタマウリパス南部、サン・ルイス・ポトシ南東部、ケレタロとイダルゴの北東部、ベラクルスとプエブラの北端、およびグアナフアトのごく小さな部分を含み、面積は約32,000平方キロメートルである。
北部と東部は比較的平坦である。南部には石灰質の砂でできた丘がある。玄武岩は西部からの堆積岩を貫いて流れた古い溶岩を起源とし、風と水によって浸食されている。西部の高い山地は、しばしば変わった形の峰を持ち、急勾配と8つの急流の川を持つ。この地の公道はとくにサン・ルイス・ポトシとイダルゴの高地では小さく曲りくねっている。川の大部分は最終的にパヌコ、トゥシュパン、カソネス川盆地でパヌコ川またはカソネス川に合流し、メキシコ湾に注ぐ。岩石が浸食されやすいため、山地には多数の洞窟などの地下の開口部がある。もっとも有名なものはヒリトゥラのすぐ北にあるゴロンドリナス洞窟（ツバメの洞窟）であり、朝、洞窟から飛び立つ多数の鳥たち（実際にはアマツバメやインコであり、ツバメではない）で知られる。この地はまた372メートルの谷底へのベースジャンピングの地でもある。鳥たちは夕暮れ時にふたたび群をなして戻ってくる。川の多くは透明または青緑色で深い渓谷や峡谷を流れ、滝を形成する。もっとも高い滝はタムルの滝で、幅300メートル、高さ105メートルある。この滝でガリナス川とサンタ・マリア川が合流し、タンパオン川になる。他の重要な滝としてタマソポの滝とウィチワヤン川源流の滝があり、山地から流れてきた水によって泳げるほど大きな滝壷ができている。
ワステカ地方はメキシコでもっとも生物的多様性をもち、2000種を越える植物が生育する。この多様性は穀物にもおよび、この地に特有の旱魃に強いトウモロコシの品種が育つ。ワステカ地方の大部分は熱帯雨林であり、その中には高湿な気候の半原生林がある。また高地ではマツとトキワガシの森が広がり、いくつかの孤立した地域では乾燥した低木と草原になっている。熱帯雨林にはカポック、シダー、コクタンなどの種があるが、海岸ではヤシの方が多い。イダルゴとベラクルスでは常緑の熱帯雨林の高い木々が支配的だが、サン・ルイス・ポトシでは落葉性の熱帯雨林の中位に育った木が多い。またメキシコの他の地方のものと異なった多様な藻が生育する。野生動物ではオウム、コンゴウインコ、クモザル、フクロウ、ワシ、オオハシ、シカ、ジャガー、ペッカリー、アメリカアナグマ、およびさまざまな爬虫類や昆虫類が棲息する。
サン・ルイス・ポトシの主要な町はヌーニョ・デ・グスマンによって1533年に建設されたシウダー・バージェスである。イダルゴでもっとも重要な町はウェフトラである。他の主要な人口の中心にはタントユカ、タマスンチャレ、チコンテペクがある。
シエラ・ゴルダと呼ばれる地域はケレタロ北部を中心とし、イダルゴとグアナフアトにも伸びている。

## 先住民

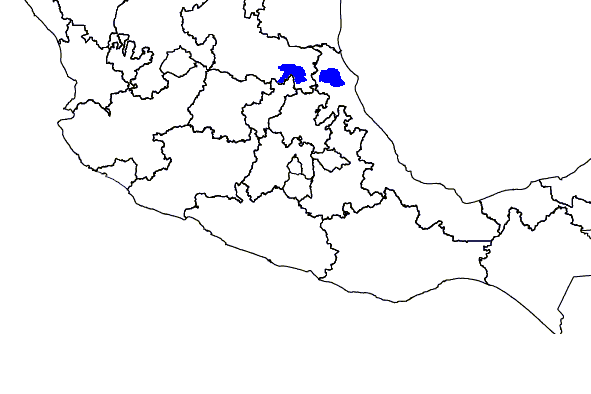
現在ワステコ語が話されている地域

ワステカ地方では6種類の先住民族が住み、25万人以上の話者によってさまざまな言語が話されている。約70%がナワトル語、20%がワステコ語、6%がオトミ語、約3%がパメ語、テペワ語、トトナク語を話している。ワステカ地方のナワトル語の話者はメキシコのナワトル語話者の27%以上を占める。彼らは通常メスティーソが支配的なムニシピオの権威に従っているが、自分自身の内部的な政治・経済システムも持っている。この地の先住民はメスティーソによる差別に直面している。メスティーソは自分自身を「gente de razón」（理性ある人々）、先住民を「compadritos」または「cuitoles」と呼んでいるがこれは「子供」と呼ぶようなものである。ワステカ地方では植民地時代以来のカトリックの影響は主要な都市と平地に限定され、奥地では影響は少なかった。このためワステカ地方の先住民はメキシコの他の地よりも多くの伝統を維持している。
ワステカ地方は「ワステカ」の名を冠してはいるものの、現在ではワステカ人はこの地の一部、ケレタロ州東部を北西端とし、ベラクルス州北部までの地域を占めるにすぎない。ワステカ人のコミュニティーの最大のものはベラクルス州オトンテペクとタントユカ、サン・ルイス・ポトシ州タンカンウィツ、タンラハス、アスモンである。ワステカ人はマヤ人に属し、その言語であるワステコ語はおそらく3,000年ほど前に分化した。おそらくマヤ人はベラクルス州に沿って西暦1000-1500年ごろまで住んでいて、その後に南方へ戻らされたため、ワステカの人々だけがはるか北方に孤立して残ったものであろう。
ワステカという名前はナワトル語に由来し、ワステカ自身の自称はテーネク(Teenek)である。ワステカ文化は他のメソアメリカの文化と異なっているが、その理由のひとつは北部のチチメカと接触があったことと、他のマヤ文明から孤立していたことである。ワステカ人は広大な範囲に影響を及ぼしたものの、メソアメリカの他の地域に見られるような都市と祭祀センターを彼ら自身が建設することはなかった。常にチチメカによる脅威に面していたことがその原因のひとつである。後古典期には南と西のナワ族とオトミ族の侵略によってワステカ人の領土は縮小し、16世紀はじめにアステカによって領土の大部分を失うに到った。スペイン植民地時代にも失地は続き、メスティーソがこの地、とくにベラクルスからタマウリパスにかけての海岸地帯を支配した。
ナワ族とナワトル語が現在ではワステカ地方の先住民のうちでもっとも支配的であり、とくに南部と西部においてそうである。ナワ族はワステカ地方南部のサン・ルイス・ポトシ、イダルゴ、ベラクルス州の50のムニシピオ、たとえばイダルゴ州ハルトカンとカリナリ、ベラクルス州イシュワトラン・デ・マデロとベニート・フアレスで支配的である。おそらくワステカ地方南部のナワ族は民族的にはワステカであり、ナワ族がこの地を支配するのに従って言語を変えたものである。この地で話されるナワトル語には2つの変種がある。ワステカ北部のナワ族はワステカ人と多数の文化的特徴を共有し、南部のナワ族はオトミやテペワと共通するが、すべてナワ族の下位集団と見なされている。イダルゴ州とサン・ルイス・ポトシ州のナワ族は、政治的闘争に面して共通のアイデンティティーを育てようと努力してきた。
オトミ族はその本拠であるトルカ盆地をナワ族に征服され、そこから逃れてワステカ地方南部を征服した。
この地のトトナカ族とテペワ族はワステカ人と同じくらい古くからこの地に住んでいたと考えられている。彼らはワステカ地方南端に住み、先コロンブス期に侵入してきたオトミとナワによって征服された。

## 経済
ワステカ地方はメキシコでもっとも貧しい地域である。連邦政府はワステカ地方を貧困との戦いに関して危機的な地域に分類している。経済・政治問題の緊急性が高いのはベラクルスで、孤立による高い社会経済的周縁化、土地に関する争い、政治的弾圧の問題がある。20世紀半ば以降、この地方からメキシコの他の地方やアメリカ合衆国に季節労働者または恒久的な移民として転出する者が多かった。メキシコでは多くがメキシコシティ、タンピコ、モンテレイに出て家事労働者として働いたが、またパチューカの鉱山、サン・ルイス・ポトシの農場、ワウチナンゴのコーヒー・プランテーション、アメリカ合衆国に行くものもある。
辺地の先住民の多くと同様、経済の基本は農業であり、トウモロコシがもっとも重要な作物である。ほかに商品作物として牛、サトウキビの加工、柑橘類の栽培が行われるが、これらの大部分はメスティーソの管理下にある。サトウキビから作られるピロンシージョ（黒砂糖）は重要な加工品であり、大部分はハリスコから出荷されてテキーラ産業のために用いられる。
ワステカ地方の手工業製品にはウェフトラの陶器、イシュトレ（リュウゼツランなどの繊維）製品、ケチケミトル、イダルゴとベラクルスの境で作られるクロスステッチで刺繍された服、楽器や家具、とくにシダー他の熱帯性硬材で作られた椅子がある。ベラクルス州タントユカ一帯にはサプペと呼ばれる繊維やヤシを加工して帽子やかばんなどに使われる。
主要な地方の市場にはタントユカ、ウェフトラ、タマスンチャレ、チコンテペクがある。
この地の大部分は海外からの観光客は訪れず、主に海岸が好まれる。エコツーリズムの呼び物としては滝に沿った懸垂下降、いかだによるサンタ・マリア川などの川下りなどがあり、その大部分はサン・ルイス・ポトシ州に位置する。イギリスの詩人エドワード・ジェームズはヒリトラ近くのコーヒーとバナナのプランテーション地帯にラス・ポサス（「井戸」を意味する）という庭園を作り、1949年から1984年に没するまで住んだ。この庭園は32ヘクタールを越える敷地の中に巨大な彫刻、パゴダ、どこにも続かない階段などが作られている。かつて詩人が住んだ建物はジャングルの真ん中にある小塔とゴシック式の窓を持つ邸宅であり、現在はラ・ポサダ・エル・カスティージョという名前のホテルになっている。